# Otapi
Otapi (en georgiano: ოტაფი) o Uatap (en abjasio: Уатаԥ) es un pueblo que pertenece a la parcialmente reconocida República de Abjasia, dentro del distrito de Ochamchira, aunque de iure es parte del municipio de Ochamchire de la República Autónoma de Abjasia de Georgia.

## Toponimia
Anteriormente era conocida como Tsjarjumi (en georgiano: წყარხმული).

## Geografía
Otapi es atravesado por el río Otapi y está a 28 km al norte de Ochamchire. Limita con las montañas del Gran Cáucaso en el norte, Chlou en el oeste, Arasadziji en el este y Tjina en el sur. Al norte del pueblo se encuentra el difícil terreno montañoso de la cordillera de Kodori, que termina en el valle de Kodori. La aldea de Mramba está bajo la administración del pueblo. 
Hay un sistema de cuevas en el pueblo, que actualmente sirve como atracción turística. Uno de ellos se llama cueva de Abraskil y, según las leyendas abjasias, el héroe legendario Abrskil estaba unido a la montaña en Uatapu (muy similar al antiguo mito griego de Prometeo). Según el profesor Shalwa Inal-yipa, es la cueva más grande de todo el Cáucaso. En su interior, hay paredes de 30 a 40 metros de altura y toda la formación kárstica tiene más de 2 km de largo, pero solo la sección con una longitud de 1500 a 1700 m es accesible al público.

## Historia
Otapi perteneció a la región histórica de Abzhua, dentro del principado de Abjasia, donde los abjasios han sido siempre mayoría.
Después del establecimiento de la Unión Soviética, los bolcheviques abjasios comenzaron a exigir que, como parte de la reforma administrativa de la RASS abjasia en la década de 1930, reemplazando los antiguos distritos rusos del distrito, se establecieran nuevos límites entre los distritos de Ochamchire y Gali en una base etnolingüística. Hasta la segunda mitad del siglo XX, Otapi formó parte del selsovet de Chlou. Durante la guerra de Abjasia (1992-1993), la aldea estaba controlada por guerrillas abjasias.
El 6 de junio de 2010, el presidente Serguéi Bagapsh visitó el pueblo y la cueva de Abraskil con el parlamentario Zaur Adleiba y el gobernador del distrito de Ochamchira, Murman Dzhopua, y se comprometió a brindar la asistencia necesaria para restaurar una ruta turística a la cueva de Abrskil. Los aldeanos de Otapi dependen en gran medida de los turistas que visitan esta cueva para ganarse la vida y venderles productos agrícolas producidos localmente.

## Demografía
La evolución demográfica de Otapi entre 1959 y 2011 fue la siguiente:
| 625                                                 | 433 | 185 |
| (Fuente: Population of Abkhazia since Soviet times) |     |     |

La población ha disminuido más de la mitad tras la guerra de Abjasia pero sin embargo, tradicionalmente siempre han sido mayoritarios los abjasios étnicos. 
|              | 2011      | 2011       |
| Grupo étnico | Población | Porcentaje |
| ------------ | --------- | ---------- |
| Georgianos   | 0         | 0%         |
| Abjasios     | 183       | 98,9%      |
| Rusos        | 1         | 0,5%       |
| Total        | 185       | 100%       |